# Zlatni studio 2025.
Zlatni studio 2025. osmo je izdanje medijske nagrade u Hrvatskoj koje se održalo 31. siječnja 2025.godine u galeriji suvremene umjetnosti Lauba, a nagrade su dodijeljene za prethodnu godinu. Voditelji programa bili su Jelena Glišić i Igor Kovač.
Nagrada Zlatni studio dodijelila se u pet kategorija: film, televizija, kazalište, glazba, i radio sa 16 nagrada.
Glasovanje se odvijalo u dva kruga: prvi krug je trajao od objave nominiranih, 6. prosinca do 27. prosinca 2024. godine, a drugi krug, objavom troje finalista po svakoj od kategorija, od 3. siječnja do 19. siječnja 2025. godine u ponoć.

## Dobitnici i nominirani
Dobitnici nagrade Zlatni studio —       Eliminirani nakon prvog kruga glasovanja

### Film
Nominirane odabrao žiri: Vinko Brešan, Jurica Pavičić, Nenad Polimac i Dalibor Šimpraga

#### Najbolji filmski glumac
| Nominirani    | Lik          | Film                    | Produkcija    |
| ------------- | ------------ | ----------------------- | ------------- |
| Živko Anočić  | Maks Pinter  | Svemu dođe kraj         | Interfilm     |
| Goran Navojec | Ico          | Nakon ljeta             | Propeler Film |
| Radko Polić   | Starac       | Pamtim samo sretne dane | Švenk         |
| Tonko Stošić  | mladi Dražen | Dražen                  | Kinoteka      |
| Bernard Tomić | Mijo         | Proslava                | Ecletica      |

#### Najbolja filmska glumica
| Nominirani      | Lik              | Film            | Produkcija    |
| --------------- | ---------------- | --------------- | ------------- |
| Zrinka Cvitešić | Biserka Petrović | Dražen          | Kinoteka      |
| Jelena Đokić    | Nina Štefančić   | Svemu dođe kraj | Interfilm     |
| Klara Fiolić    | Drenka           | Proslava        | Ecletica      |
| Ivana Gulin     | Irena            | Šalša           | Maxima film   |
| Anja Matković   | Maja             | Nakon ljeta     | Propeler Film |

#### Najbolji igrani film
| Nominirani              | Redatelj          | Produkcija    |
| ----------------------- | ----------------- | ------------- |
| Dražen                  | Danilo Šerbedžija | Kinoteka      |
| Nakon ljeta             | Danis Tanović     | Propeler Film |
| Pamtim samo sretne dane | Nevio Marasović   | Švenk         |
| Proslava                | Bruno Anković     | Ecletica      |
| Svemu dođe kraj         | Rajko Grlić       | Interfilm     |

### Televizija
Nomininare odabrao žiri: Željka Fattorini, Drenislav Žekić, Đelo Hadžiselimović i Tina Premec

#### Najbolji/a TV voditelj/voditeljica
| Nominirani        | Televizija |
| ----------------- | ---------- |
| Mojmira Pastorčić | RTL        |
| Joško Lokas       | HRT        |
| Marija Miholjek   | Nova TV    |
| Iva Šulentić      | HRT        |
| Petar Vlahov      | HRT        |

#### Najbolji/a TV novinar/novinarka
| Nominirani                     | Televizija |
| ------------------------------ | ---------- |
| Danka Derifaj                  | Nova TV    |
| Zrinka Grancarić               | HRT        |
| Marko Šapit                    | HRT        |
| Petra Mlačić Vučemilović-Jurić | RTL        |
| Martina Validžić               | HRT        |

#### Najbolja TV serija
| Nominirani             | Televizija |
| ---------------------- | ---------- |
| Sram                   | HRT        |
| Oblak u službi zakona  | HRT        |
| U dobru i zlu          | Nova TV    |
| Dnevnik velikog Perice | HRT        |
| Sjene prošlosti        | RTL        |

#### Najbolja TV zabava / reality show
| Nominirani          | Televizija |
| ------------------- | ---------- |
| Superpotjera (kviz) | HRT        |
| Supertalent         | Nova TV    |
| Život na vagi       | RTL        |
| Superstar           | RTL        |
| Potjera             | HRT        |

#### Najbolja TV emisija
| Nominirani              | Televizija |
| ----------------------- | ---------- |
| Sretni gradovi          | HRTV       |
| Moderna vremena         | HRT        |
| Najljepša europska sela | HRT        |
| Provjereno              | Nova TV    |
| RTL Direkt              | RTL        |

### Kazalište
Nomininare odabrao žiri: Ksenija Prohaska, Zrinko Ogresta i Tomislav Čadež

#### Najbolja kazališna predstava
| Nominirane predstave          | Redatelj              | Kazalište               |
| ----------------------------- | --------------------- | ----------------------- |
| Ekvinocijo                    | Krešimir Dolenčić     | Dubrovačke ljetne igre  |
| Let iznad kukavičjeg gnijezda | Dražen Ferenčina      | HNK Osijek              |
| Krletka                       | Krešimir Dolenčić     | HNK Varaždin            |
| Arkulin                       | Marina Pejnović       | Kazalište Marina Držića |
| Nestajanje                    | Dora Ruždjak Podolski | HNK Zagreb              |

#### Najbolja muška kazališna uloga
| Nominirani             | Uloga                     | Predstava                     | Kazalište               |
| ---------------------- | ------------------------- | ----------------------------- | ----------------------- |
| Marijan Nejašmić Banić | Arkulin                   | Arkulin                       | Kazalište Marina Držića |
| Ozren Grabarić         | Kralj Gordogan            | Kralj Gordogan                | HNK Zagreb              |
| Marinko Leš            | Albin                     | Krletka                       | HNK Varaždin            |
| Rakan Rushaidat        | Ljubomir (Ljubo) Polovina | Jezik kopačke                 | ZKM                     |
| Miroslav Čabraja       | Randall Patrick McMurphy  | Let iznad kukavičjeg gnijezda | HNK Osijek              |

#### Najbolja ženska kazališna uloga
| Nominirane               | Uloga  | Predstava           | Kazalište                                |
| ------------------------ | ------ | ------------------- | ---------------------------------------- |
| Zrinka Cvitešić          | Jela   | Ekvinocijo          | Dubrovačke ljetne igre                   |
| Ana Gruica Uglešić       | Marta  | Šuti i muči         | Gradsko kazalište mladih Split           |
| Selena Andrić            | Škurta | Prst                | Teatar igre Vinkovci i Slavonski Brodvej |
| Sandra Lončarić          | Staža  | Sokol ga nije volio | HNK Osijek                               |
| Bojana Gregorić Vejzović | Majka  | Majka               | Gavella                                  |

### Glazba
Nominirane odabrao žiri: Ante Pecotić, Ivan Huljić,  Maja Kruhak i Ante Gelo (glazbeni producent Zlatnog studija)

#### Najbolji pjevač
| Nominirani      |
| --------------- |
| Hiljson Mandela |
| Baby Lasagna    |
| Martin Kosovec  |
| Grše            |
| Toma            |

#### Najbolja pjevačica
| Nominirani     |
| -------------- |
| Jelena Rozga   |
| Miach          |
| Doris Dragović |
| Nina Badrić    |
| Vanna          |

#### Najbolja pjesma
| Nominirani       | Izvođač           |
| ---------------- | ----------------- |
| Rim Tim Tagi Dim | Baby Lasagna      |
| Vrime je         | Oliver Dragojević |
| Lavica           | Jelena Rozga      |
| Fantazija        | Grše ft. Miach    |
| Ono kad          | Nina Badrić       |

### Radio
Nominirane odabrao žiri: Bojan Mušćet, Petar Štefanić, Tena Šarčević

#### Najbolja radijska postaja
| Nominirani          |
| ------------------- |
| Top Radio           |
| Otvoreni            |
| Radio Kaj           |
| ZFM, Radio Zaprešić |
| Radio Dalmacija     |

#### Najbolji radijski glas
| Nominirani       | Radijska postaja         |
| ---------------- | ------------------------ |
| Siniša Švec      | Yammat FM                |
| Kornelija Livaja | Radio Dalmacija          |
| Marko Bratoš     | bravo!                   |
| Tatjana Jurić    | bravo!                   |
| Slavko Nedić     | Hrvatski katolički radio |

## Zlatni Studio za životno djelo
- Siniša Švec
- Novi fosili

## Vanjske poveznice
- Službena stranica medijske nagrade Zlatni studio
- Službena stranica medijske nagrade Zlatni studio 2025. godine